# William Fairchild
Pour les articles homonymes, voir Fairchild.
William Fairchild, né le 6 janvier 1918 à Boscastle, Cornouailles et mort le 9 mai 2000 à Londres, est un écrivain, dramaturge, scénariste et réalisateur britannique.

## Biographie
Il fait ses études au Britannia Royal Naval College de Dartmouth et sert comme officier de la marine pendant la Seconde Guerre mondiale. 
Après le conflit, il devient scénariste et dramaturge. Certaines de ses pièces, dont The Sound of Murder (1960), jouées avec succès sur les scènes londoniennes, sont adaptées au cinéma. Il passe à la réalisation en 1955. Il est surtout connu pour avoir signé le scénario de Star!, film réalisé par Robert Wise, et mettant en vedette Julie Andrews, qui évoque la carrière de l'actrice britannique Gertrude Lawrence.
Il a également publié deux romans populaires, notamment The Swiss Arrangement (1973), un roman policier mâtiné d'espionnage, traduit en français sous le titre La Face cachée du contrat, dans la collection Le Masque en 1976.
De 1953 jusqu'aux années 1970, il est marié à l'actrice anglaise Isabel Dean (1918-1997), dont il divorce. De leur union sont nées deux filles.

## Filmographie

### En tant  que réalisateur et scénariste
- 1955 : John and Julie
- 1956 : The Extra Day
- 1958 : L'Ennemi silencieux (The Silent Enemy) (1958)
- 1959-1960 : The Four Just Men (série TV) - 5 épisodes
- 1961 : Disney Parade (série TV) - 2 épisodes

### En tant que scénariste
- 1948 : Colonel Bogey de Terence Fisher
- 1949 : Badger's Green
- 1951 : Le Banni des îles (Outcast of the Islands) de Carol Reed
- 1951 : L'assassin frappe à minuit (The Long Dark Hall) de Reginald Beck et Anthony Bushell
- 1952 : The Man With the Gun (téléfilm)
- 1952 : Commando sur Saint-Nazaire (Gift Horse)
- 1953 : M7 ne répond plus (The Net)
- 1953 : Tonnerre sur Malte (Malta Story)
- 1954 : Front Page Story
- 1954 : Moana, fille des tropiques (The Seekers)
- 1955 : Passage Home
- 1955 : Fièvre blonde (Value for Money)
- 1968 : Star!
- 1972 : Baraka à Beyrouth (Embassy)
- 1972 : The Darwin Adventure
- 1974 : Fallen Angels (téléfilm)
- 1982 : The Sound of Murder
- 1983 : Invitation to the Wedding

### Adaptations
- 1965 : Ne pas déranger s'il vous plaît (Do Not Disturb), adaptation de la pièce éponyme
- 1969 : The Last Shot You Hear, adaptation de la pièce The Sound of Murder

## Œuvre littéraire

### Romans
- The Swiss Arrangement (1973) Publié en français sous le titre La Face cachée du contrat, traduit par Firmin Daubert, Paris, Librairie des Champs-Élysées, coll. « Le Masque » no 1415, 1976  (ISBN 2-7024-0462-6)
- No Man's Land (1988), roman d'espionnage

### Théâtre
- Do Not Disturb (1959)
- The Sound of Murder: a new play (1960)
- Breaking Point: a play in three acts (1963)
- Poor Horace: a play (1970)
- The Pay-Off: a play (1974)

### Autres publications
- The Gift Horse (1951), scénario du film écrit en coolaboration avec Compton Bennett et Hugh Hastings
- The Net: screenplay (1952)
- Shamanism in Japan (1963)
- Star! (1968), novélisation du scénario écrite en collaboration avec Bob Thomas
- Shinto Deities, Shrines and Godseats (1970)
- Astrology for Dogs (and owners) (1980)
- Astrology for Cats: Your Cat's Moon Sign and How to Live With It (1983)
- Sin-lightning-fire Complex in Shintoism (1983)
- The Poppy Factory (1989)

### Sources
- Jacques Baudou et Jean-Jacques Schleret, Le Vrai Visage du Masque, vol. 1, Paris, Futuropolis, 1984, 476 p. (OCLC 311506692), p. 186.